# Luis Russell
Luis Russell (Careening Clay, 6 augustus 1902 –- New York, 11 december 1963) was een jazz-pianist en bigband-leider. In de jaren dertig begeleidde hij jarenlang trompettist Louis Armstrong.
Russell werd geboren in Panama, waar zijn vader hem leerde verschillende instrumenten te spelen: naast de piano ook viool, gitaar en trombone. In zijn land begeleidde hij stomme films en speelde hij in een casino. In 1919 won hij 3000 dollar in een loterij en gebruikte dat geld om met zijn moeder en zus te verhuizen naar Los Angeles. Daar speelde hij in verschillende bands, onder meer die van Albert Nicholas. In 1924 verhuisde hij naar Chicago, waar hij werkte met mannen als Doc Cooke en King Oliver. Met Oliver ging hij mee naar New York, waar hij in 1927 een eigen band begon. In 1929 bestond die groep uit tien man, waaronder Red Allen, J.C. Higginbotham, Albert Nicholas en Pops Foster. Het was een van de top-orkesten van de stad en veelgevraagd voor optredens en plaatopnames, onder meer met Jelly Roll Morton en Louis Armstrong. De trompettist nam zijn orkest over als frontman, maar Russell bleef de musical director. Toen Armstrong begin jaren dertig in Californië en Europa ging spelen, kwam de groep weer onder Russells naam. In 1935 herenigden Russell en Armstrong zich weer. In 1943 begon Russell een nieuw orkest onder zijn eigen naam en ging hij onder meer spelen in Savoy in New York en in Atlantic City. In 1948 trok hij zich terug uit de muziek als fulltime-muzikant. Hij had een paar zaken, zoals een speelgoedwinkel, maar trad nog weleens op en gaf ook muziekles.
Russell heeft niet zo veel plaatopnames gemaakt. Tussen 1926 en 1934 nam hij 38 nummers op, onder meer met zijn Hot Six en Heebie Jeebie Stompers. Daarnaast werden opnames gemaakt met Red Allen en Louis Armstrong. Verschillende opnames waarin hij New Orleans jazz combineert met swing worden gezien als klassiekers.
Zijn dochter Catherine Russell is een Amerikaanse jazz and blues zangeres.

## Discografie (selectie)
- Luis Russell and His Orchestra 1926-1929, Classics
- Savoy Shouts, JSP
- Luis Russell and His Orchestra 1930-1934, Classics
- Luis Russell and His Orchestra 1945-1946, Classics

- Bibliothèque nationale de France: cb13899287f (data)
- Gemeinsame Normdatei: 174001339
- International Standard Name Identifier: 0000 0000 7354 6881
- Library of Congress Control Number: n89610809
- MusicBrainz: 9092ac82-6f06-427a-8a8e-d949dc4ebf35
- Nationale Bibliotheek van Tsjechië: pna20191044413
- Nationale Bibliotheek van Israël: 987007342459205171
- Nederlandse Thesaurus van Auteursnamen: 095728368
- Istituto Centrale per il Catalogo Unico: UM1V028649
- SNAC: w6765q7s
- Système universitaire de documentation: 196761336
- Virtual International Authority File: 103221744
- WorldCat: E39PBJhtbBvPDqd3qKGJGMqG73